# Dadu He
Dadu He (大渡河, pinyin: Dàdù hé) er en biflod til Minjiang. Den løber gennem dele af provinsen Sichuan i Folkerepublikken Kina. Floden er kendt fordi den krydses af Luding-broen, som i moderne kinesisk historieskrivning beskrives som et vigtigt åsted for et slag mellem kommunistiske og nationalistiske styrker under Den lange march. Floden er 1.155 km lang, og har et afvandingsområde på 92.000 km².
En af sangene i den kinesiske musical Østen er rød hedder «Over Dadufloden».
Der findes også en flod med samme navn på Taiwan.